# 20 golden hits
20 golden hits is een verzamelalbum van The Cats uit 1979. De elpee stond 34 weken in de Album Top 100 met nummer 3 als hoogste positie. De plaat werd bekroond met platina.

## Nummers
De duur van de nummers is ontleend van andere elpees en kan met deze elpee verschillen.
| Nummer | Naam                                                 | Geschreven door                           | Duur | Opmerkingen |
| ------ | ---------------------------------------------------- | ----------------------------------------- | ---- | ----------- |
| A1     | Lea                                                  | Arnold Mühren                             | 3:45 |             |
| A2     | Sure he's a cat                                      | Roger Greenaway en Roger Cook             | 2:24 |             |
| A3     | Why                                                  | Arnold Mühren                             | 4:04 |             |
| A4     | If you'll be my woman                                | Cees Veerman                              | 2:46 |             |
| A4     | Scarlet ribbons                                      | Evelyn Danzig en Jack Segal               | 3:21 |             |
| A5     | One way wind                                         | Arnold Mühren                             | 3:36 |             |
| A6     | Magical mystery morning                              | Arnold Mühren                             | 2:40 |             |
| A7     | Don't waste my time                                  | Cees Veerman                              | 2:37 |             |
| A8     | Vaya con Dios                                        | Larry Russell, Inez James en Buddy Pepper | 3:28 |             |
| A9     | Come Sunday                                          | Lane Caudell en Harry Lloyd               | 2:40 |             |
| A10    | Let's go together                                    | Piet Veerman en Jaap Schilder             | 3:45 |             |
| B1     | Marian                                               | Arnold Mühren                             | 4:00 |             |
| B2     | Where have I been wrong                              | Piet Veerman                              | 5:19 |             |
| B3     | Let's dance                                          | Piet Veerman                              | 3:20 |             |
| B4     | Be my day                                            | Larry Murray                              | 3:01 |             |
| B5     | Rock 'n' roll (I gave you the best years of my life) | Kevin Johnson                             | 4:57 |             |
| B6     | Turn around and start again                          | Roger Greenaway en Roger Cook             | 3:00 |             |
| B7     | Save the last dance for me                           | Doc Pomus en Mort Shuman                  | 3:10 |             |
| B8     | There has been a time                                | Arnold Mühren                             | 3:47 |             |
| B9     | Maribaja                                             | Arnold Mühren                             | 3:08 |             |
| B10    | The end of the show                                  | Cees Veerman                              | 4:35 |             |